# 55. Armee (Rote Armee)
Die 55. Armee (russisch: 55-я армия) war im Zweiten Weltkrieg ein Großverband der Roten Armee, der zwischen September 1941 bis Dezember 1943 an der nördlichen Ostfront neben der 42. Armee als Hauptträger der Verteidigung der südlichen Front von Leningrad eingesetzt wurde.

## Geschichte

### Aufstellung
Das Oberkommando der 55. Armee wurde am 1. September 1941 gemäß der Anweisung des Hauptquartiers vom 15. Juli 1941 auf der Grundlage des 19. Schützenkorps aus der Einsatzgruppe von Generalmajor I. G. Lasarew gebildet. Als Teil der Leningrader Front verteidigte diese Armee die Linie zwischen Puschkin - Sluzk - Kolpino.
Armeegliederung am 1. September 1941
- 1. und 4. Volksmiliz-Division
- 70. Schützendivision, Oberst Wjatscheslaw Petrowitsch Jakutowitsch
- 90. Schützendivision, Oberst Iwan Fjodorowitsch Abramow, ab 12. September Alexander Ignatjewitsch Korolew
- 168. Schützendivision, Oberst Andrei Leontjewitsch Bondarew
- 237. Schützendivision, Oberst Alexander Ignatjewitsch Korolew, ab 10. September Wassili Viktorowitsch Noskow
- Festungsraum Kolpino

### 1941
Die 55. Armee wurde im Raum Krasnogwardeisk mit Front nach Südosten eingesetzt, wobei die vorderen Einheiten an linken Flanke einen Brückenkopf am südlichen Ufer des Flusses Ischora östlich von Krasnogwardeisk hielten. Die Front verlief entlang des Ischora bis zur Siedlung von Jam-Ischora und von dort nach Osten bis zur Mündung der Tosna. Am 2. September 1941 wurde die neue Trennlinie rechts zur 42. Armee entlang der Linie Kupchino – Pulkowo – Kulmia – Pustoschka, links zur 48. Armee entlang der Linie Otradnoje - Tosno - Ljuban festgelegt. Nach dem Aufmarsch begann die 55. Armee sofort mit Gegenangriffen südlich von Kolpino, da dort das deutsche XXVIII. Armeekorps (96., 121. und 122. I.D.) nahezu ungehindert über Tosno nach Leningrad vordrang, sich am 29. August Kolpino näherte und bereits am 30. August mit der rechten Flanke die Newa in der Region Iwanowski erreichte. Anhaltende Gegenangriffe der 4. Miliz-Division und insbesondere der 168. Schützendivision, die von der Küste des Ladoga im Gebiet Sablino - Tosno angesetzt wurden, zwangen die deutschen Truppen, die Offensive gegen die linke Flanke der 55. Armee einzustellen, wodurch eine Verbesserung an der Linie Slusk-Kolpino eintrat. Bis zum 5. September waren die Streitkräfte der 55. Armee völlig abgekämpft und die Angriffe im gesamten Armeegebiet wurden eingestellt. Ab dem 8. September - mit der Wiederaufnahme der deutschen Offensive, mussten sich Teile der rechten Armeeflanke aus dem Gebiet östlich von Krasnogwardeisk nach Puschkin und weiter nördlich davon zurückziehen, wo sich die Front am 18. September stabilisierte. Ab 10. September kämpfte die Armee auf der linken Flanke bei Kolpino und bei Bolschoje Kuschtinskoje, Michailowka, Nowolisino und schlug starke deutsche Angriffe auf Fedorowskoje zurück. Am 16. September konnte der deutsche Durchbruch in Richtung Alexandrowka und Schuschary verhindert werden, wobei die Einheiten der 42. Armee bei Pulkowo rechts und nördlich von Iwanowski bis zur Newa die Truppen der Operationsgruppe Newa Unterstützung leisteten. Bis Mitte September hatte sich die Front im Abschnitt Werchne Kumino – Bolschoi Kusmino – Putrolowo – Novaja stabilisiert. Mit geringfügigen Änderungen hielt die Armee diese Linie während ihres gesamten Bestehens bis Ende 1943. Ab dem 1. Oktober gingen die Armeetruppen am linken Flügel mit der frischen 125. und 268. Schützendivision bei Kolpino zum neuen Angriff über, der Stoß erfolgte in Richtung auf Uljanowka und Ljuban mit dem Auftrag die Orte Tschernaja Rechka und Sablino zu nehmen und in gemeinsamer Aktion mit der 54. Armee (die aus dem Osten vorging) die deutsche Gruppierung bei Mga zu umzingeln und zu vernichten. Die 55. Armee konnte diese Aufgabe nicht erfüllen und blieb im Wesentlichen in ihren ursprünglichen Positionen und war dort festgefahren. Im September und Oktober 1941 beliefen sich die Verluste der Armee auf 17.235 Mann. Ein neuer Offensivversuch wurde Anfang November 1941 mit der Aufgabe unternommen, das Westufer des Tosna zu erreichen und nachdem der Übergang über den Fluss geglückt war, in Richtung Mga vorzurücken, um sich mit der 54. Armee zu verbinden. Erst am 7. Dezember gelang es den Armeetruppen, etwa 480 Meter des vor der Front verlorenen Panzergrabens zurückzugewinnen, der mehrmals den Besitzer wechselte. Im November 1941 beliefen sich die Verluste der Armee abermals auf mehr als 20.000 Mann. Nach dem Bericht der 268. Schützendivision vom 1. Dezember, verblieben der eigenen Division nur noch 138 Mann an Kampftruppen und konnte keine Kampfhandlungen mehr durchführen. Die Kämpfe um den Panzergraben gingen jedoch weiter.
Ab dem 20. Dezember ging die Armee wieder zum Angriff über, um das Dorf Krasni Bor und die Bahnstation Uljanowka zu stürmen und dann über Tosno zum Fluss Wolchow durchzubrechen. Trotze heftiger Kämpfe gelang es den Armeetruppen jedoch nur einen Abschnitt des Panzergrabens von der Eisenbahn nach Jam-Ischora zu nehmen und die Zugänge nach Krasny Bor zu erreichen. Die Verluste dabei waren enorm, allein in der letzten Dezemberdekade 1941 verlor die Armee 25.234 Mann. Die Armee wurde aber ständig aufgefüllt und Anfang Januar 1942 standen wieder 56.545 Mann, 72 Panzer und 1719 Kanonen an der Front. Damit blieb die 55. Armee die stärkste militärische Einheit der Leningrader Front.

### 1942
Armeegliederung am 1. Januar 1942
- 11. Schützendivision, Generalmajor Wladimir Iwanowitsch Tscherbakow
- 43. Schützendivision, Oberst Andrei Fjodorowitsch Maschoschin
- 56. Schützendivision, Oberst Konstantin Akimowitsch Antonow
- 70. Schützendivision, Oberst Jewgeni Jefimowitsch Tsukanow
- 72. Schützendivision, Generalmajor Terenti Michailowitsch Parafilo
- 85. Schützendivision, Generalmajor Ilja Michailowitsch Ljubowtzew
- 90. Schützendivision, Oberst Alexander Ignatjewitsch Korolew
- 125. Schützendivision, Generalmajor Iwan Iwanowitsch Fadejew
- 177. Schützendivision, Oberst Anatoli Gavrilowitsch Kozijew
- 268. Schützendivision, Oberst Semjon Iwanowitsch Donskow

Die 55. Armee nahm ab 7. Januar 1942 an der Ljubaner-Operation teil und rückte wieder in Richtung der 54. Armee vor, jedoch ohne Erfolg, wobei zusätzlich wieder erhebliche Verluste eintraten. Vordere Formationen der Armee, die in den geschaffenen Durchbruchsraum eingeführt worden waren, wurden abgeschnitten und vollständig zerschlagen.
In der Zeit vom 23. Juli bis 4. August führte die Armee eine Reihe Angriffe bei Kolpino und Putrolowo durch und verbesserte ihre Positionen etwas, indem sie die deutschen Truppen vom Festungsgebiet Putrolowo und Jam-Ischora wegdrängten. Vom 15. bis 17. August führte die Armee Ablenkungsschläge an ihrer rechten Flanke im Tal des Flusses Bolshaja Ischora durch und startete Angriff auf Ust-Tosnensk. Am 19. August nehmen die Armeeformationen am Angriff teil, wobei die deutschen Truppen aus Iwanowo vertrieben wurden, gleichzeitig gelang es, einen Brückenkopf am Fluss Tosna zu bilden. Die schweren Kämpfe um diesen Brückenkopf dauerten bis zum 9. September, wobei die Hälfte von Iwanowski gehalten wurde und die dortige Lage bis zum Ende der Blockade von Leningrad unverändert blieb. Die Verluste der Armee bei der Eroberung und den Kämpfen um den Tosna-Brückenkopf waren wieder hoch. In nur drei Kampftagen vom 6. bis 9. September verlor die Armee dabei 3800 Tote und Verwundete. Ab dem 26. September lieferte die Armee einen Ablenkungsangriff mit Teilen der neu zugeführten 136. Schützendivision.

### 1943
Anfang Februar 1943 wurde die 55. Armee u. a. Verbänden, mit der 45. und 63. Garde-Schützen-Division aufgestockt und mit Artillerie verstärkt. Am 10. Februar begann im Rahmen der übergeordneten Operation Polarstern die Offensive auf Krasny Bor. Aus der Region Kolpino sollten die Armeetruppen die deutsche Verteidigung bei Staraja Mjsa und Tschernyschewo angreifen und in Richtung nach Krasny Bor und Uljanowka durchbrechen, um sich südlich von Mga mit der 54. Armee zu vereinen und die deutsche Gruppierung östlich der Linie Makarjewska-Pustyn-Smerdyn abzuschneiden, welche sich im Raum zwischen Mga und Sinjawino verteidigte. Am ersten Tag der Offensive durchbrachen die Armeetruppen die Verteidigung der 250. (spanischen) Inf. Division und der 4. SS-Polizeidivision und drangen bis zu fünf Kilometer tief in die gegnerische Verteidigung ein. Die deutsche Führung zog jedoch Reserven heran (212. Infanterie-Division, Legion Flandern, 2. SS-mot. Brigade) und die Offensive der 55. Armee wurde schrittweise gestoppt. Der 55. Armee gelang es nur unter schweren Verlusten den Ort Krasny Bor teilweise zu besetzen. Teile der deutschen 227. Infanterie-Division konnten das weitere Vordringen stoppen. Am 13. Februar wurde die sowjetische Offensive wieder aufgenommen, neue deutsche Reserven - Teile der 96., 121., 11. und 21. Infanterie-Division trafen vor der Offensivzone der Armee ein. Bis Ende Februar 1943 gelang es der 55. Armee, den Durchbruch entlang der Eisenbahnstrecke Moskau-Leningrad auf 14 Kilometer Breite und fünf Kilometer Tiefe zu erweitern und gleichzeitig Krasny Bor, Staraja Mjsa und Tschernyschewo zu befreien.
Armeegliederung am 1. März 1943
- 45. Garde-Schützen-Division, Oberst Anatoli Andrejewitsch Krasnow, ab 16. Februar Saweli Michailowitsch Putilow
- 63. Garde-Schützen-Division, Generalmajor Nikolai Pawlowitsch Simonjak
- 43. Schützen-Division, Oberst Jan Petrowitsch Sinkewitsch
- 46. Schützen-Division, Generalmajor Jemeljan Wassiljewitsch Kosik
- 56. Schützen-Division, Generalmajor Stepan Michailowitsch Bunkow
- 72. Schützen-Division, Generalmajor Terenti Michailowitsch Parafilo
- 131. Schützen-Division, Oberst Michail Alexandrowitsch Pesotschin
- 268. Schützen-Division, Oberst Semjon Nikolajewitsch Bortschew
- 56. und 250. Schützenbrigade

Am 19. März 1943 versuchte die Armee erneut eine Offensive in Richtung Krasni Bor, jetzt in Richtung der 8. Armee, die auf Karbusel vorrückte, scheiterte jedoch überhaupt. Ab 22. März verschanzte sie sich auf den erreichten Linien bis 1944. Im August 1943 unterstützte sie die Fronttruppen bei der Mga-Operation, erzielte jedoch praktisch keine Erfolge. Darauf wurde die Armee am 25. Dezember 1943 mit der 67. Armee zusammengelegt und ihr Oberkommando aufgelöst.

## Führung
Oberbefehlshaber
- Generalmajor Iwan Gavrilowitsch Lasarew, 1. September bis 17. November 1941
- Generalmajor/Generalleutnant Wladimir Petrowitsch Swiridow, 17. November 1941 bis 25. Dezember 1943

Mitglieder des Militärrates
- Divisionskommissar Pjotr Iwanowitsch Gorochow, 1. Oktober bis 25. Dezember 1941
- Brigadekommissar Konstantin Trofimowitsch Kurochkin, 25. Dezember 1941 bis 1. Oktober 1942
- Divisionskommissar/Generalmajor Georgi Pawlowitsch Romanow, 1. Oktober 1942 bis 25. Dezember 1943

Stabschefs
- Generalmajor Wladimir Alexejewitsch Krylow, 26. September bis 21. November 1941
- Generalmajor Georgi Klementjewitsch Buchowetz, 21. November 1941 bis 28. Januar 1942
- Generalmajor Ilja Michailowitsch Ljubowetzew, 28. Januar 1942 bis 7. April 1942
- Generalmajor Alexander Semjonowitsch Swetkow, 7. April 1942 bis Juni 1942
- Oberstleutnant Dmitri Naumowitsch Kusmin, Juni 1942 bis Juli 1942
- Generalmajor Alexander Semjonowitsch Swetkow, Juli 1942 bis 25. Dezember 1943